# Sandburg
Sandburg is een nummer van de Duitse dj Tinush uit 2015.
Het zomerse deephousenummer flopte in Tinush' thuisland Duitsland, maar werd wel een klein hitje in Nederland, met een 12e positie in de Tipparade.